# Nosophora
Nosophora är ett släkte av fjärilar. Nosophora ingår i familjen Crambidae.

## Bildgalleri

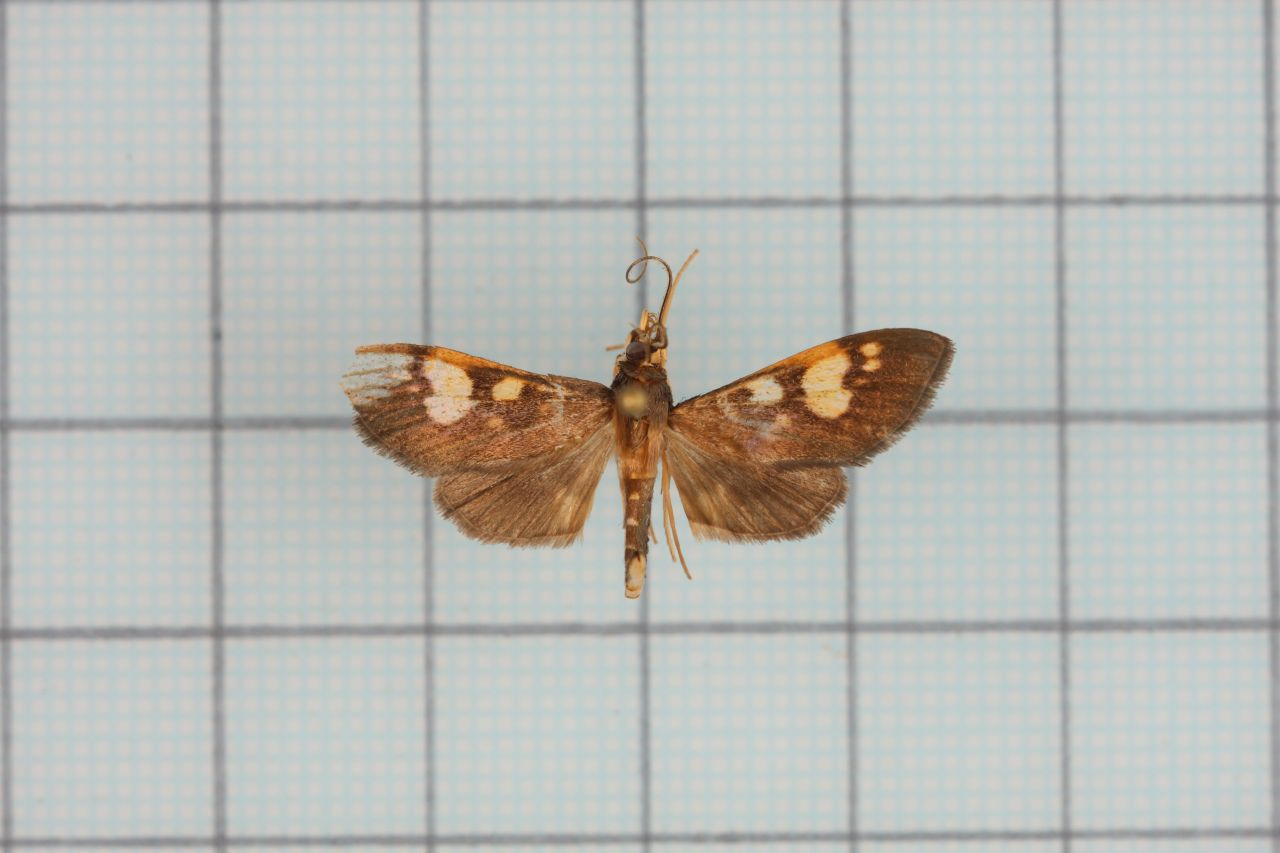
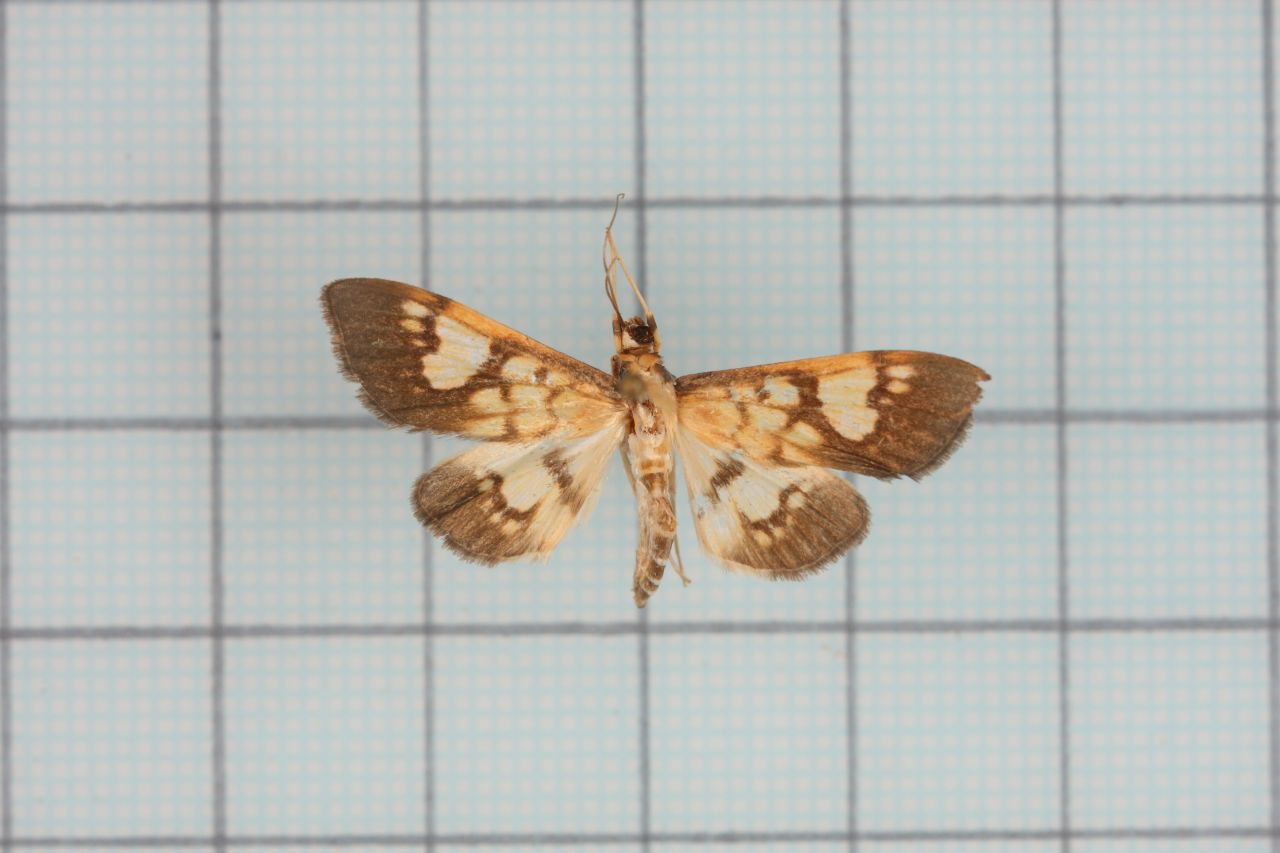
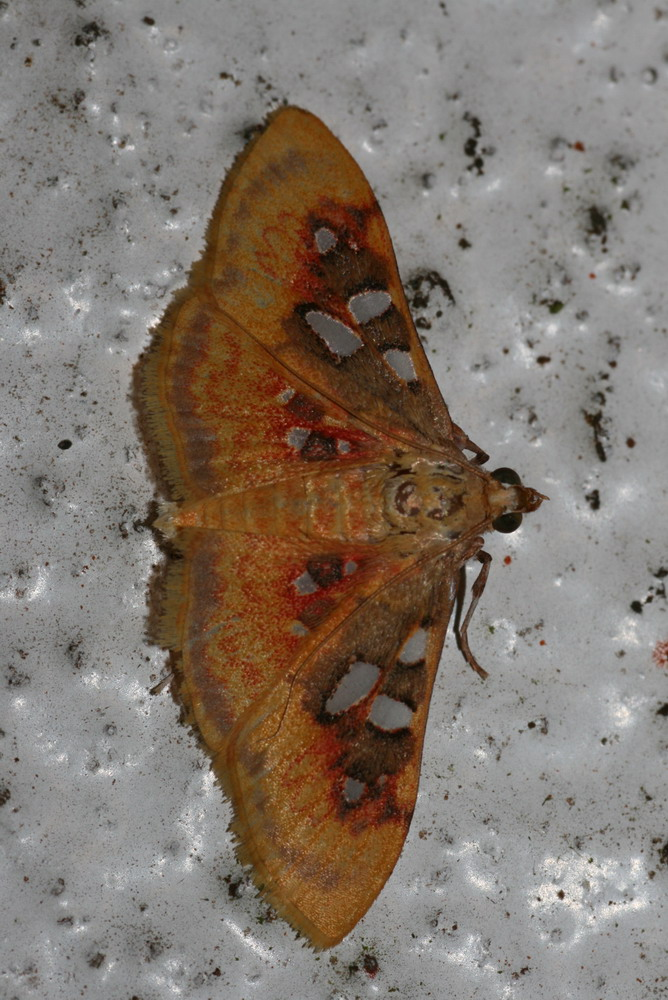
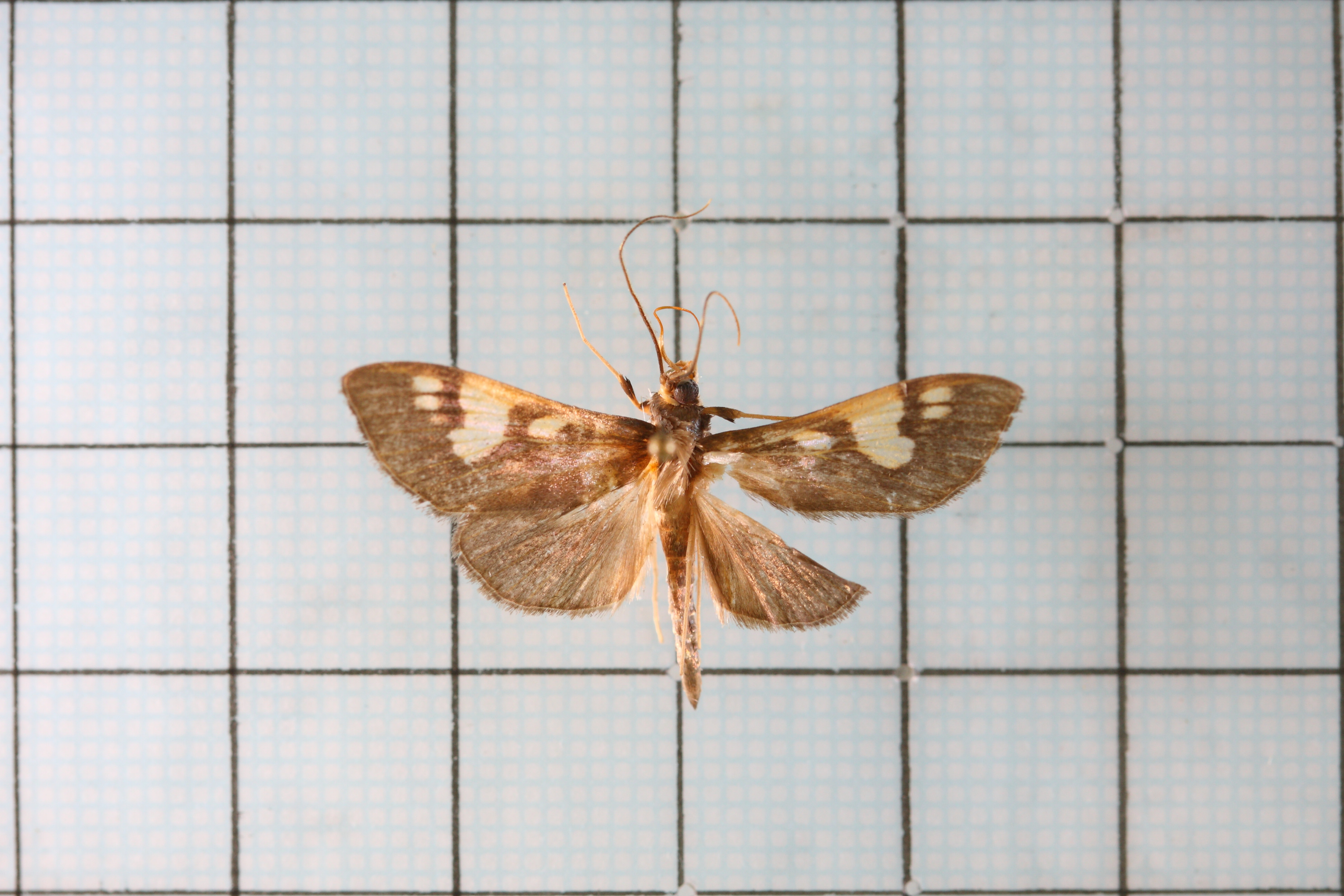

## Dottertaxa tillNosophora, i alfabetisk ordning[1]
- Nosophora albiguttalis
- Nosophora althealis
- Nosophora artusalis
- Nosophora barbata
- Nosophora bisexualis
- Nosophora chironalis
- Nosophora congenitalis
- Nosophora conjunctalis
- Nosophora dispilalis
- Nosophora doerriesi
- Nosophora euryterminalis
- Nosophora euspilalis
- Nosophora flavibasalis
- Nosophora fulvalis
- Nosophora hilaralis
- Nosophora hypsalis
- Nosophora insignis
- Nosophora maculalis
- Nosophora mesosticta
- Nosophora obliqualis
- Nosophora ochnodes
- Nosophora orbicularis
- Nosophora palpalis
- Nosophora panaresalis
- Nosophora parvipunctalis
- Nosophora quadrisignata
- Nosophora scotaula
- Nosophora semitritalis
- Nosophora taihokualis
- Nosophora triguttalis
- Nosophora tripunctalis
- Nosophora unipunctalis